# 宍戸善一
宍戸 善一（ししど ぜんいち、1956年4月20日 - ）は、日本の法学者。専門は、会社法・商取引・法と経済学・コーポレート・ガバナンス・ベンチャー企業・ジョイント・ベンチャー）。学位は、法学博士（東京大学・論文博士・2007年）。一橋大学名誉教授。武蔵野大学法学部教授。弁護士、元独立行政法人経済産業研究所（RIETI）ファカルティフェロー。福島県福島市出身。竹内昭夫門下。

## 学歴
- 1976年　開成高等学校卒業
- 1980年　東京大学法学部卒業
- 2007年　法学博士（東京大学）

## 職歴
- 1980年　東京大学法学部助手
- 1983年　成蹊大学法学部専任講師
- 1985年　成蹊大学法学部助教授
- 1994年　成蹊大学法学部教授
- 2004年～2009年　成蹊大学法科大学院教授
- 2009年～2018年　一橋大学大学院国際企業戦略研究科教授
- 2018年～2020年　一橋大学大学院法学研究科教授
- 2020年　一橋大学名誉教授[1]
- 2020年～武蔵野大学法学部教授
- 1998年～1999年　コロンビア大学法科大学院客員教授
- 2002年、2003年、2005年、2007年、2009年、2010年、2012年、2014年、2016年、 2017年、2018年　カリフォルニア大学バークレー校ロー・スクール客員教授
- 2005年　ハーバード大学ロー･スクール客員教授
- 2015年　イエール大学ロー･スクール研究員
- 2018年　コロンビア大学法科大学院研究員

## 所属学会
- 日本私法学会
- 法と経済学会

## 学外活動
- 1990年～1995年　国連国際商取引法委員会（UNCITRAL）日本代表
- 1996年～1998年　通商産業省産業構造審議会委員
- 2000年～2006年　経済産業省産業構造審議会委員
- 2002年～2005年　法務省法制審議会商法部会（会社法の現代化）幹事
- 2007年～2010年　独立行政法人経済産業研究所（RIETI）ファカルティフェロー[2]

## 研究テーマ
- 当初は、ジョイント・ベンチャーやベンチャー企業などの非公開会社における株主間の利害調整の研究に従事していたが、研究の過程で非公開株式の裁判における評価論の議論が必要となり、経済学者である三輪芳朗の研究会に参加したことを契機に、「法と経済学」の研究に従事。
- 企業には必須の資源拠出者（株主、債権者、経営者、従業員）がいるところ、各当事者に企業活動という共同プロジェクトにそれぞれが持てる資源を遺憾なく拠出する動機付け（インセンティブ）がなければ、企業活動は成功せず、企業価値も最大化することができないため、会社はその動機付け交渉を繰り返す仕組み、すなわち「インセンティブ・メカニズム」と捉える視点を提唱。
- 研究の対象を上場企業などの公開会社におけるコーポレート・ガバンナンスに拡げ、かかる視点から法制度（会社法、金融商品取引法、倒産法、労働法、租税法等、これらを総称して「企業法」と呼ぶ）の設計を検討し、提言[3]。
- 2007年から2010年まで経済産業省で行われてきた独立行政法人経済産業研究所（RIETI）での活動[4]や2011年から一橋大学大学院において継続している「企業法研究会」での活動に代表されるように、国内外を問わず、専門を異にする研究者や実務家のメンバーと共同研究を積極的に実施。

## 人物
- 祖父の代からの医者一家に生まれたが、父の勧めもあって、法学部に進学[5]。大学入学後はゴルフ部に入部したが、3日で退部。その後、商法の大家である竹内昭夫に師事し、研究の道へ進む。
- 2002年以来、カリフォルニア大学バークレー校ロー・スクールの客員教授を務め、ほぼ毎年渡米。ワインをこよなく愛する。

## 主な著書
- 『ベーシック会社法入門（第8版）』（日本経済新聞出版社、2020年）
- 『法と経済学（共著）』（有斐閣、2004年）
- 『動機付けの仕組としての企業』（有斐閣、2006年）
- 『ベンチャー企業の法務・財務戦略（編著）』（商事法務、2010年）
- 『「企業法」改革の論理―インセンティブ・システムの制度設計（編著）』（日本経済出版社、2011年）
- 『ジョイント・ベンチャー戦略大全―設計・交渉・法務のすべて（共著）』（東洋経済新報社、2013年）
- 『コーポレート・ガバナンス改革の提言: 企業価値向上・経済活性化への道筋（編著）』（商事法務、2016年）
- ENTERPRISE LAW: CONTRACTS, MARKETS, AND LAWS IN THE US AND JAPAN [ED.] (Edward Elgar, 2014).
- JOINT VENTURES: DESIGN, BARGAINING AND THE LAW [Co-Authored] (Edward Elgar, 2015).

## 主な論文
- 「閉鎖会社における内部紛争の解決と経済的公正」法学協会雑誌101巻4号505頁、6号795頁、9号1319頁、11号1758頁（1984年）
- 「紛争解決局面における非公開株式の評価」岩原伸作編『現代企業法の展開：竹内昭夫先生還暦記念論文集』397頁（有斐閣、1990年）
- 「ベンチャー・ビジネスのための組織法作りを試みて」ジュリスト1125号4頁（1997年）
- 「契約的組織における不安：ジョイント・ベンチャーとベンチャー・ビジネスのプランニング」岩原伸作＝神田秀樹編『商事法の展望：新しい企業法を求めて：竹内昭夫先生追悼論文集』459頁（商事法務、1998年）
- 「親子上場をめぐる議論に対する問題提起 法と経済学の観点から」旬刊商事法務1898号38頁、1899号4頁、1900号35頁（2010年）
- 「合弁合同会社」小出篤＝小塚荘一郎＝後藤元＝潘阿憲編『企業法・金融法の新潮流：前田重行先生古稀記念論文集』211頁（商事法務、2013年）
- 「『日本的取引慣行』の実態と変容 : 総論 取引当事者間の動機付け交渉の観点から」旬刊商事法務 2142号4頁（2017年）
- Conflicts of Interest and Fiduciary Duties in the Operation of a Joint Venture, 39 HASTINGS LAW JOURNAL 63 (1987).
- The Fair Value of Minority Stock in Closely Held Corporations, 62 FORDHAM LAW REVIEW 65 (1993).
- The Japanese Corporate Governance: The Hidden Problems of Corporate Law and Their Solutions, 25 DELAWARE JOURNAL OF CORPORATE LAW 189 (2000).
- Reform in Japanese Corporate Law and Corporate Governance, 49 AMERICAN JOURNAL OF COMPARATIVE LAW 653 (2001).
- Does Law Matter to Financial Capitalism?: The Case of Japanese Entrepreneurs, 37 FORDHAM INTERNATIONAL LAW JOURNAL 1087 (2014).